# 四人帮 (印尼)
四人幫，或稱四人集團，形容以下四位印尼企業家自新秩序時期的關係：林绍良、林文镜、伊布拉欣·里斯贾和苏威卡莫诺。四人幫產生了Bogasari、Indocement等大公司。四人幫這個名字並不是他們自己創造的，而是來自大眾媒體。
事實上，蘇哈托總統在團結他們四人方面發揮了重要作用。事情始於20世紀60年代，林绍良請求蘇哈托幫忙處理他的生意。蘇哈托建議林绍良與他的老搭檔林文镜一起發展生意。然後，在1967年，蘇哈托把他的表弟苏威卡莫诺介紹給了林绍良，當時林绍良需要一個本土夥伴，因為他還不是印尼公民。除此之外，他們讓里斯贾加入。里斯贾是一位來自亞齊省的商人，他以前就認識林文镜和Dwi。林绍良在1994年接受訪問時表示，他們的合作關係非常好，就像椅子上的支柱，這對穩定性很重要。
四人幫的每個成員都有自己的職責 - 根據里斯贾1997年的說法，林绍良負責財務管理領域，林文镜負責管理領域，苏威卡莫诺負責與政府聯繫，里斯贾本人負責行銷領域。1990年，苏威卡莫诺正式表示，他是PT Waringin 的主要董事，林绍良是總裁專員，而林文镜和里斯贾是董事總經理。三林集團的管理人士曾表示，林绍良是“土”，林文镜是不滅的“火”，里斯贾是善於協調和遊說的“月亮”，Dwi是善於協調和遊說的“風”。